# Xã Center, Quận Indiana, Pennsylvania
Xã Center (tiếng Anh: Center Township) là một xã thuộc quận Indiana, tiểu bang Pennsylvania, Hoa Kỳ. Năm 2010, dân số của xã này là 4.764 người.